# Szent Mihály-templom (Angyalföld)
A Külső Váci úti Szent Mihály-templom (vagy Angyalföldi ~) az egykori Tripolisz helyén, a XIII. kerületi Babér utcában épült fel. A Külső Váci út menti városrész római katolikus híveinek temploma. Az 1930-as felszentelés után tíz évvel megépült a plébániaépület és a kultúrház is. Ma a környék körülbelül 9000 hívét látja el a plébánia a 900 négyzetméteres templomban. Tornyai magassága 59 méter.

## A plébánia története
A Váci út külső területén 1917-ben indult meg a szervezett hitélet, ekkor alakult meg ugyanis a Hóvirág Kisegítő Kápolna Egyesület a Tripolisz területén, és ezután karmelita szerzetesek tartottak istentiszteletet a Tomori utcai iskola két tornatermében. Az egyházközséget 1923-ban szervezték meg, majd pár év múlva hozzálátnak a templom tervezéséhez.
Foerk Ernő, a szegedi dóm tervezője által elkészített tervek alapján indult meg az építkezés 1929-ben. Az épület 1930-ra készült el, szeptember 21-én szentelte fel Serédi Jusztinián bíboros. Az egyházközséget hamarosan (1933-ban) plébániai rangra emelik. 1940 elején átadták a kultúrházat, és az év végére birtokba vehette a plébános az új plébánia épületét is.
A második világháborús Budapest ostroma okozta károkat fokozatosan helyrehozták. A szocializmus évtizedei alatt kisebb-nagyobb átalakításokat hajtottak végre a templomon, a 70-es években új liturgikus teret alakítottak ki.
A 90-es évektől a templom teljeskörű felújítására került sor, megújultak az ólomablakok és a tornyok is. 1995-ben építették meg az urnatemető első szárnyát is, a második átadására 2004-ben került sor.

### Az egyházközség plébánosai[3]
- Mester Jenő 1923 – ismeretlen
- Dr. Varga Béla adminisztrátor 1957 – ismeretlen
- Olbrich Béla adminisztrátor 1959 – ismeretlen
- Dr. Bucsi József kanonok 1962 – ismeretlen
- Vigyázó Miklós protonotárius, kanonok, esperes, 1992 – 2013
- Dr. Kovács Zoltán plébános, 2013 – 2018
- Hodász András plébános, kormányzó, a papi közösség moderátora, 2018 – 2022
- Pál Ferenc plébános-helyettes, kisegítő lelkész, 2021 – jelenleg is
- Válóczy József, a papi közösség tagja, jelenleg is
- Varga Norbert, a papi közösség moderátora, 2022 – jelenleg is
- Tomanovics József, nyugalmazott plébános, kisegítő lelkész 2016 – jelenleg is
- Kuzmányi István, állandó diakónus, 2014 – jelenleg is

## A templom leírása
A Babér és a Tomori utca sarkán álló telken felépült templom északra, a Babér utca felé néz. Az építéskor még nagyrészt üres környék mára beépült, az út túloldalán álló, az utcára merőleges társasházak között a templommal szemben tér nyílik, ezzel még hangsúlyosabbá téve a kéttornyú épületet. A három hosszanti (egy fő- és két mellékhajó) és egy kereszthajós templom hagyományos román kori elrendezést mutat. Vöröses téglából és fehér kőből épült, a két szín kombinációjával létrehozott geometrikus formák fokozzák a templom külső díszét.
A bejárat fölött a karjait széttáró Jézus látható, a homlokzat közepén kilenc körablakból összeálló rózsaablak kapott helyet. A timpanonban, a tető alatt a templom védőszentje, Mihály arkangyal domborművét helyezték el. A mai ólomüveg ablakokat az 1990-es évek folyamán restaurálták.
A templom mennyezete kazettás kialakítású, a kazettákat nonfiguratív képek díszítik. Ez alól kivételt képez az apszis, aminek mennyezetét freskó borítja.
A süttői márványborítású liturgikus teret 1972-ben alakította ki Rácz Gábor. Ő készítette 1975-ben a szembemiséző oltár, az ambó és a kereszt tűzzománc lemezeit is.
A mai tűzzománc főoltárkép 1980-ban került helyére, és azóta sokan kritizálták egyrészt a három főangyal különös ábrázolása, másrészt a templom többi részétől erősen elütő jellege miatt. A régi (még a Hóvirág Kisegítő Kápolna Egyesület idejében használt) faoltár a sekrestyében áll.
A templom orgonáját 1955-ben kapta meg az esztergomi tanítóképzőtől, amelyet 1967-ben korszerűsítettek. Mindhárom harangja a keleti (bal oldali) toronyban van elhelyezve, a másik (nyugati/jobb oldali) toronyban soha nem lakott harang. Közülük a harangfeliratok szerint a legnagyobb, 600 kilogrammos, g1 hangú nagyharang 1928-ban, a középső, 190 kg-os, c2 hangú 1950-ben, a legkisebb, a Magyarok Nagyasszonyának szentelt, 80 kg-os, g2 hangú harang pedig 1921-ben készült Szlezák László harangöntő műhelyében.

## A plébánia tevékenysége ma
A plébánia óvodástól felnőttkorig hittanoktatást kínál, emellett két énekkart – egy klasszikus és egy gitáros kórust – is működtet. Vasárnaponként a plébánián agapét tartanak.
A templomban Mihály arkangyal napját, szeptember 29-ét követő első vasárnap tartanak búcsút.

## Képtár

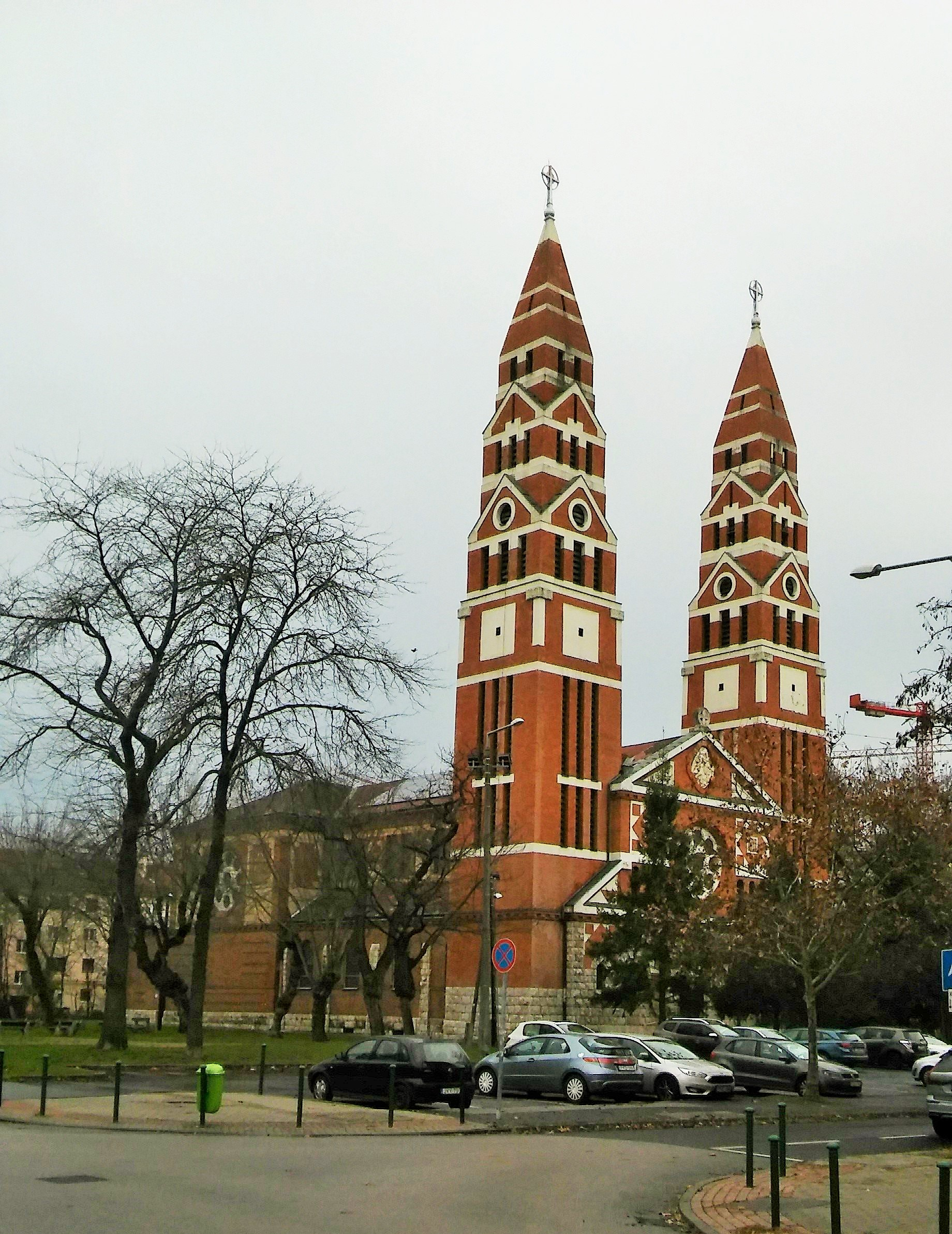
Az egész épület a Tomori utca felől nézve
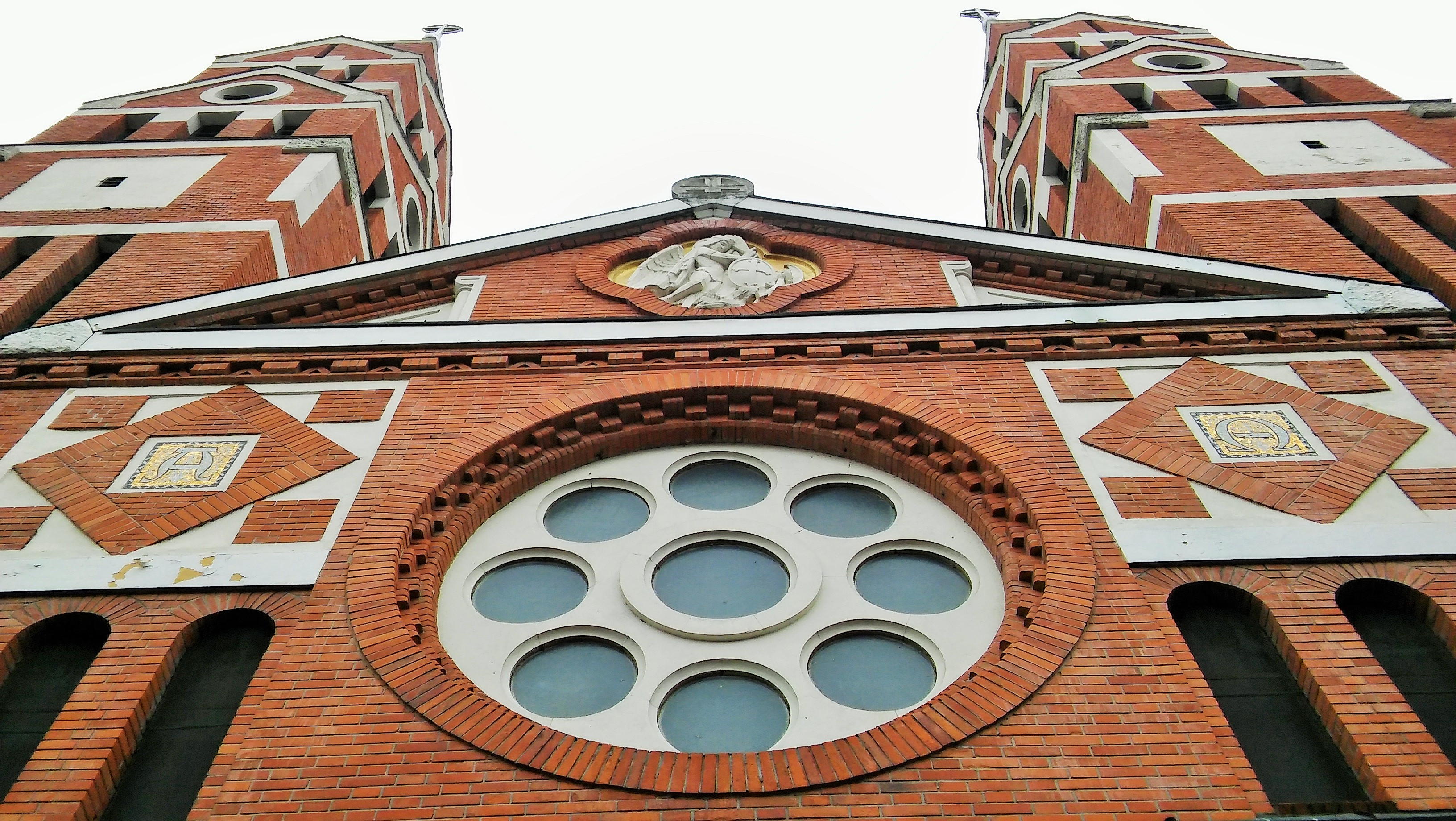
A homlokzat alulról
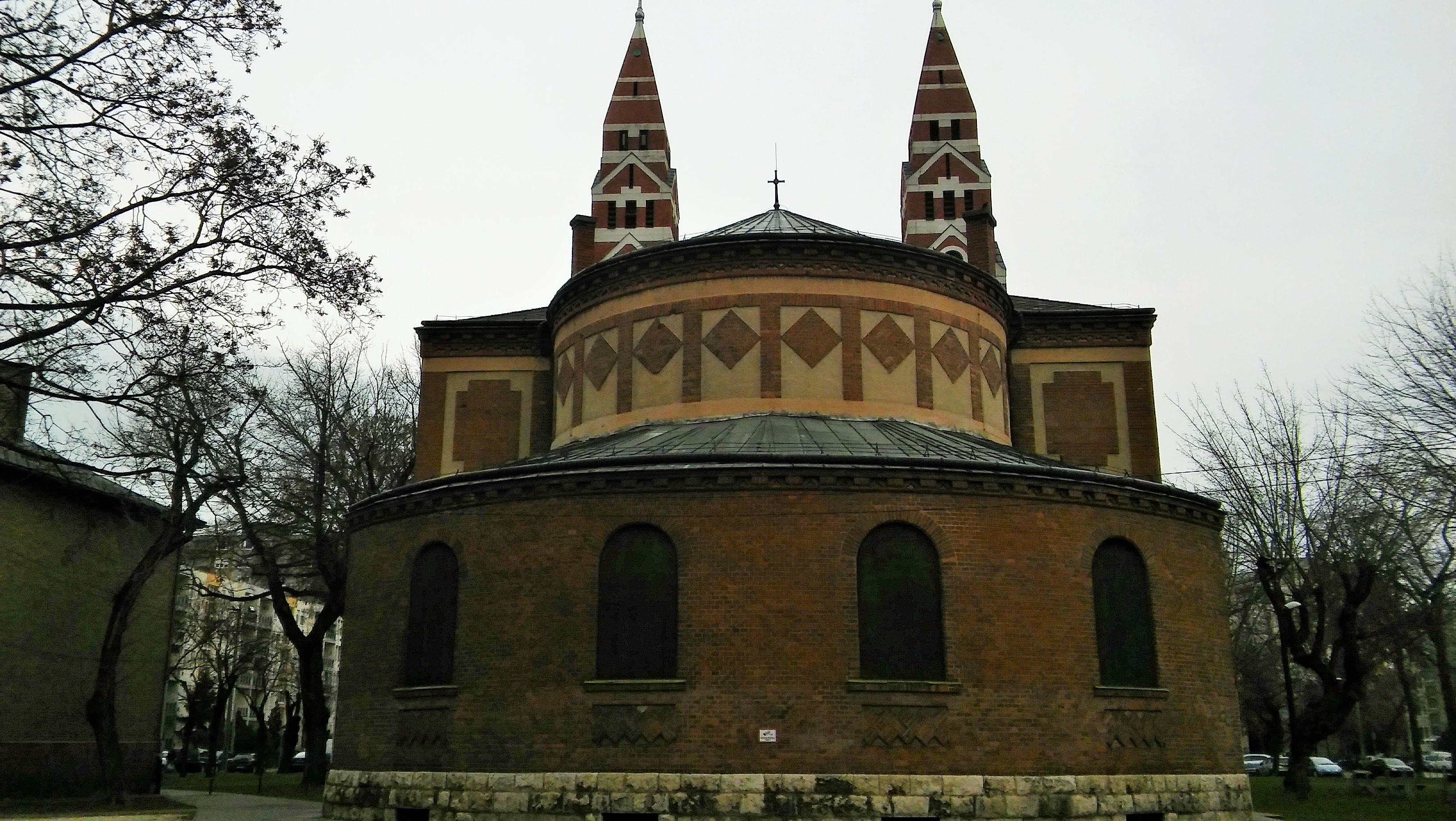
Hátulnézet
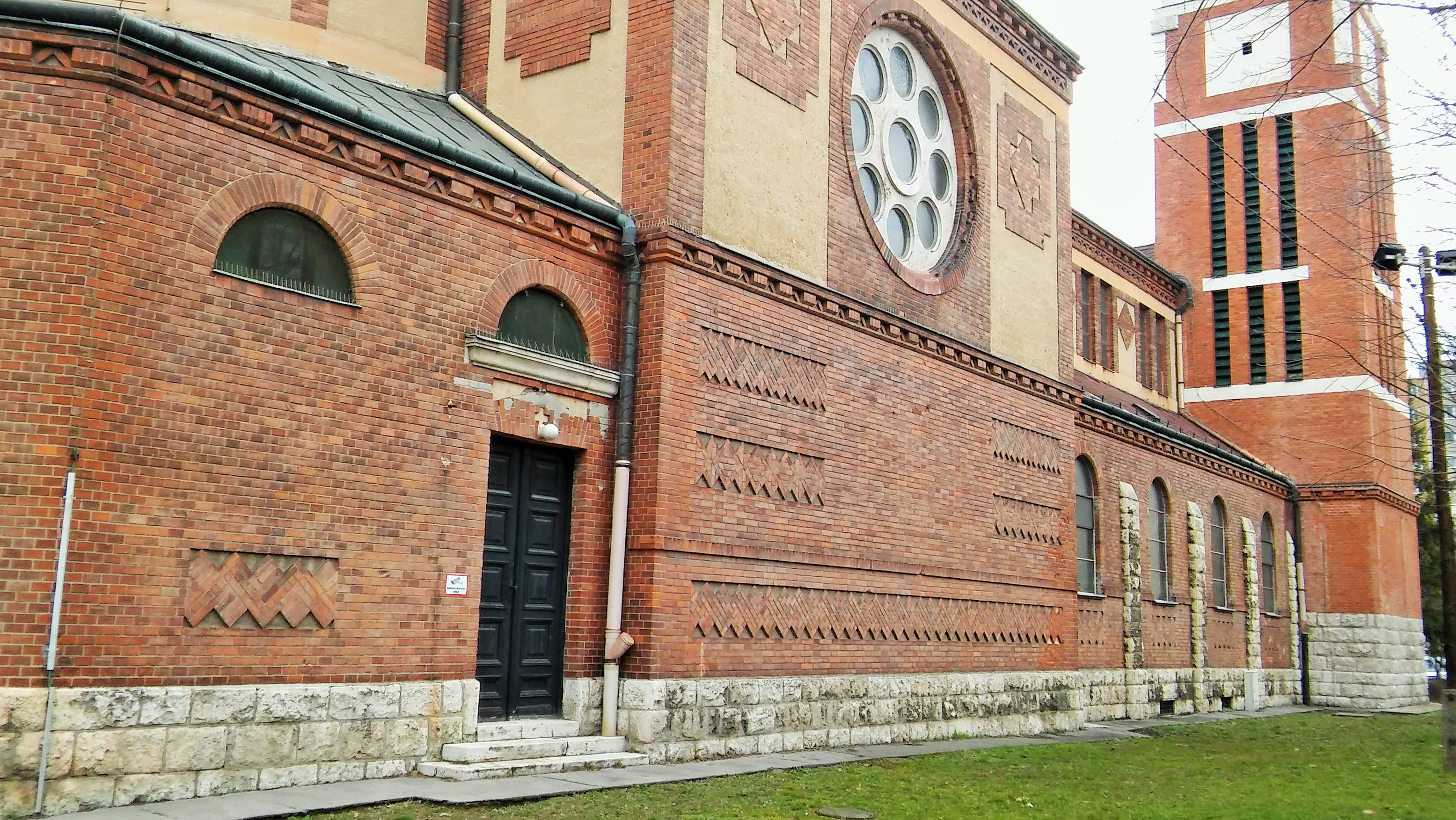
Oldalnézet
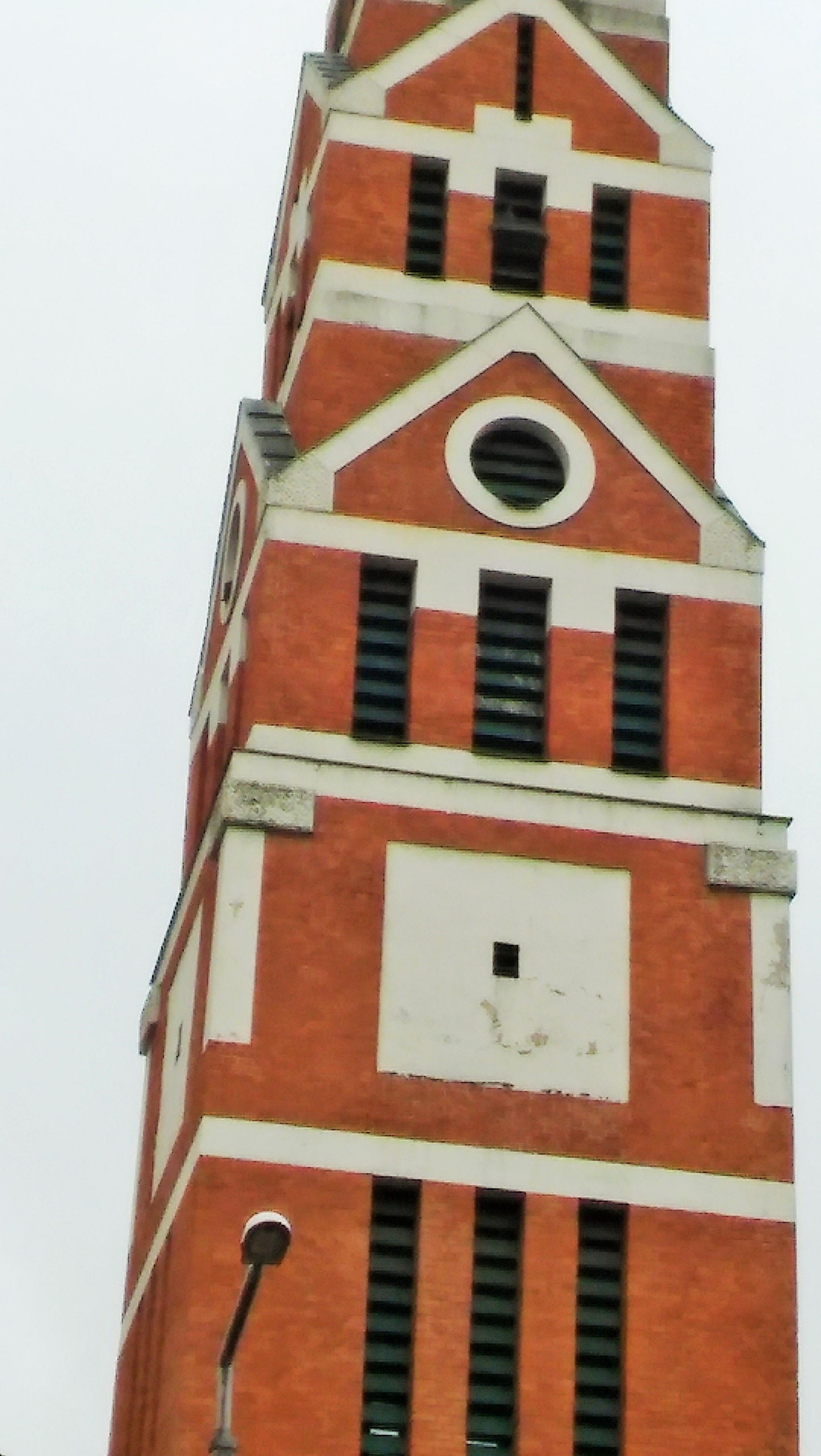
Torony
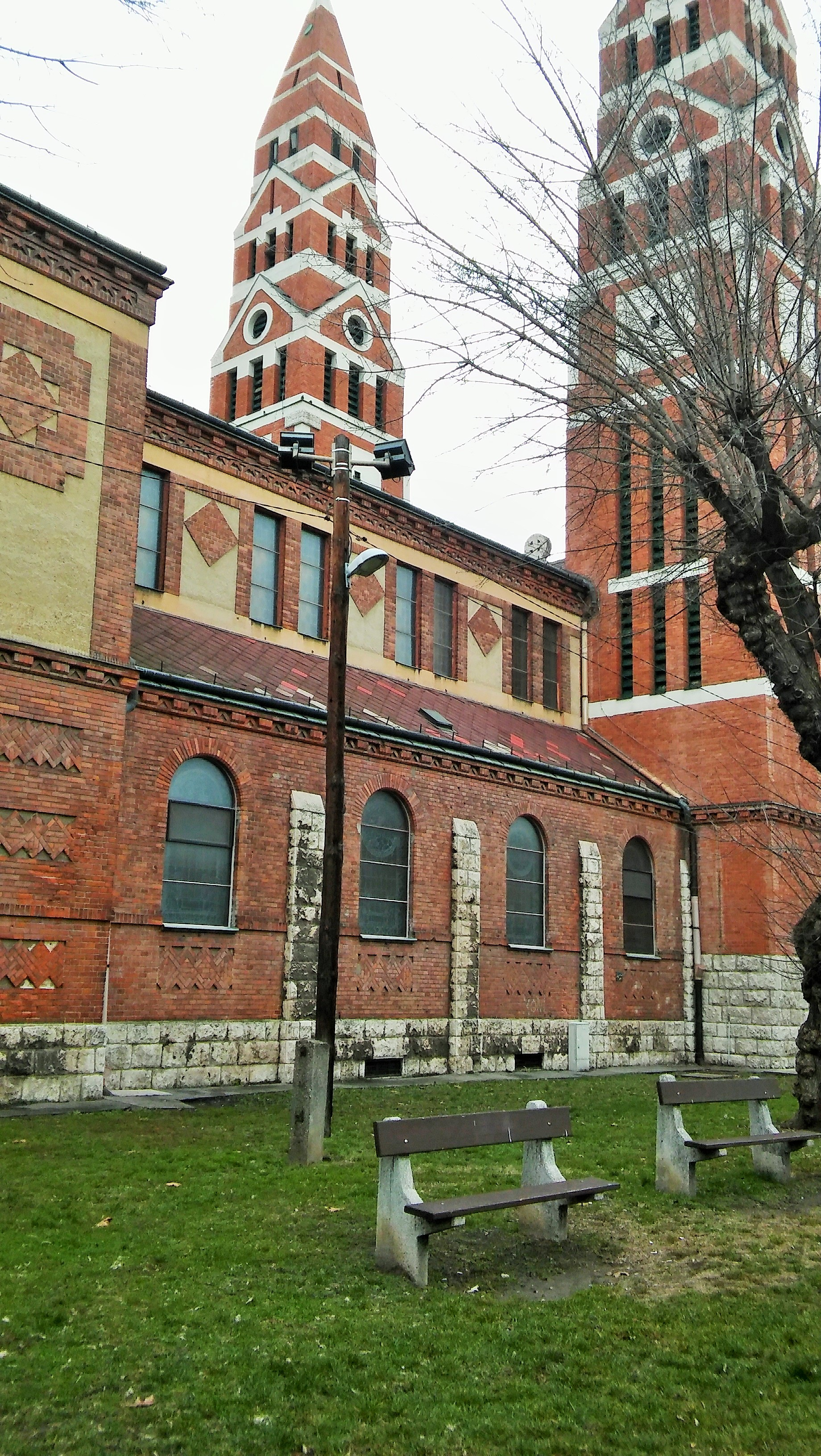
A tornyok hátulról
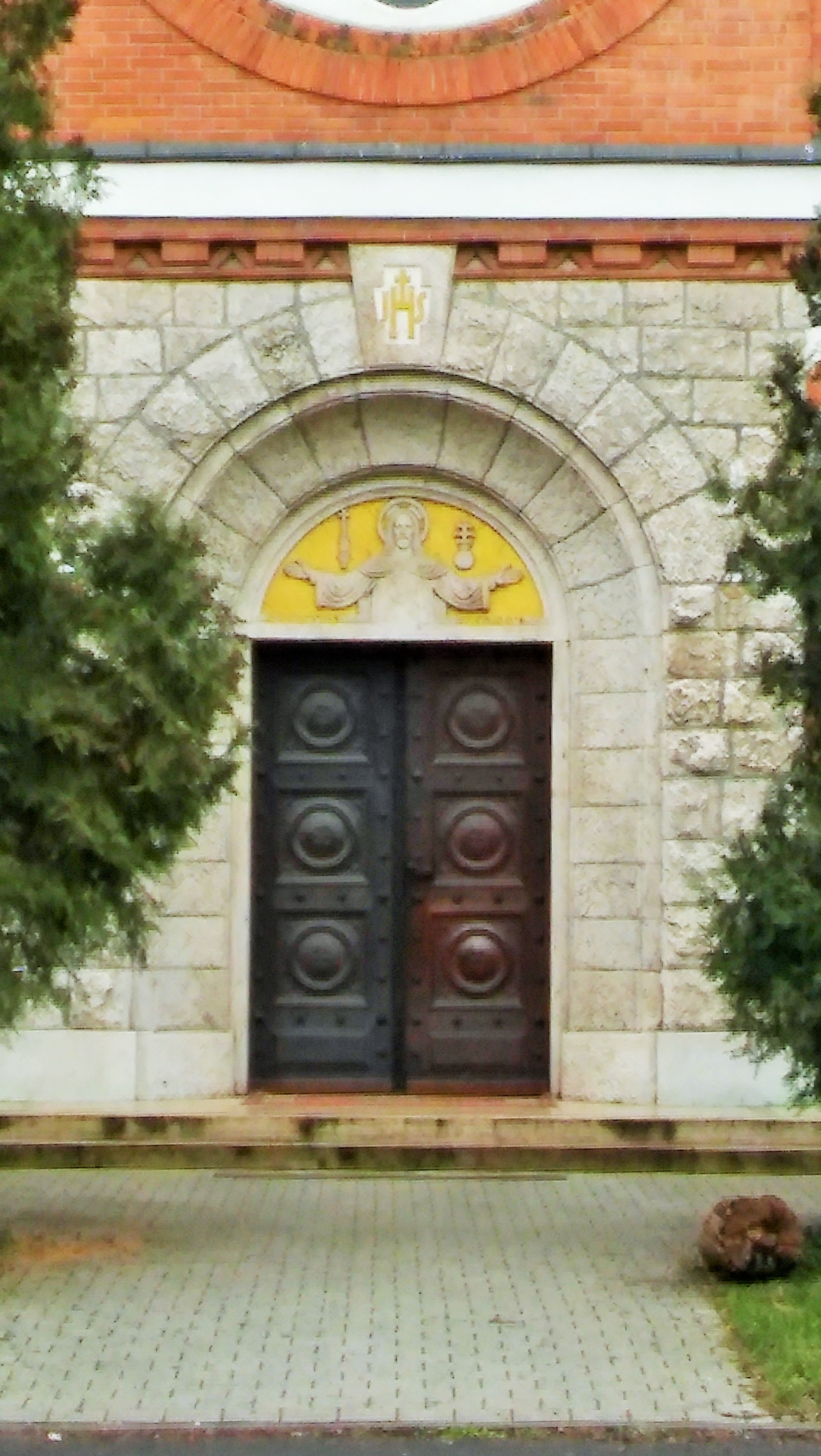
Bejárat
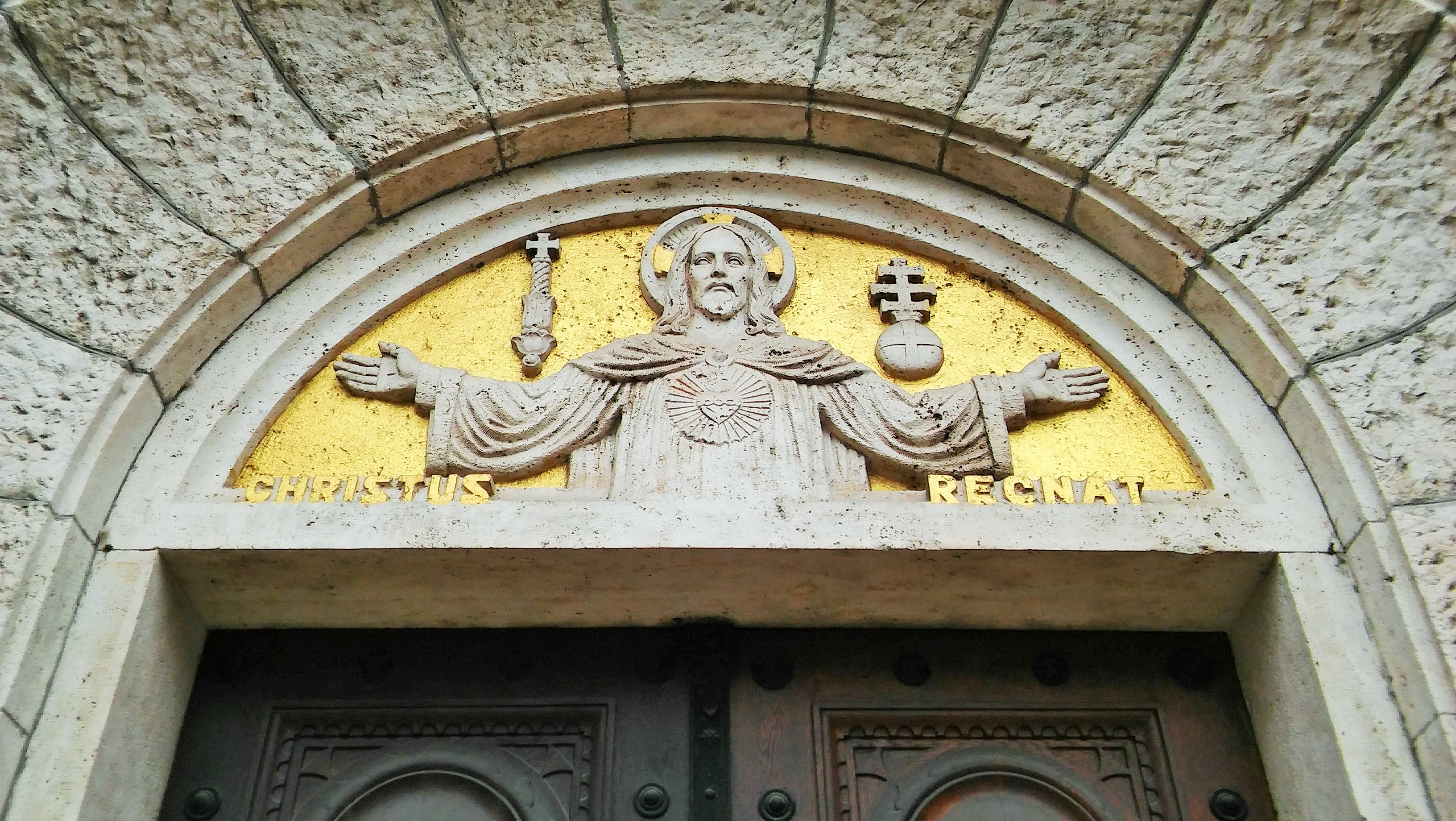
Kapudísz (latin nyelvű felirata: „Christus regnat”, azaz „Krisztus uralkodik”)
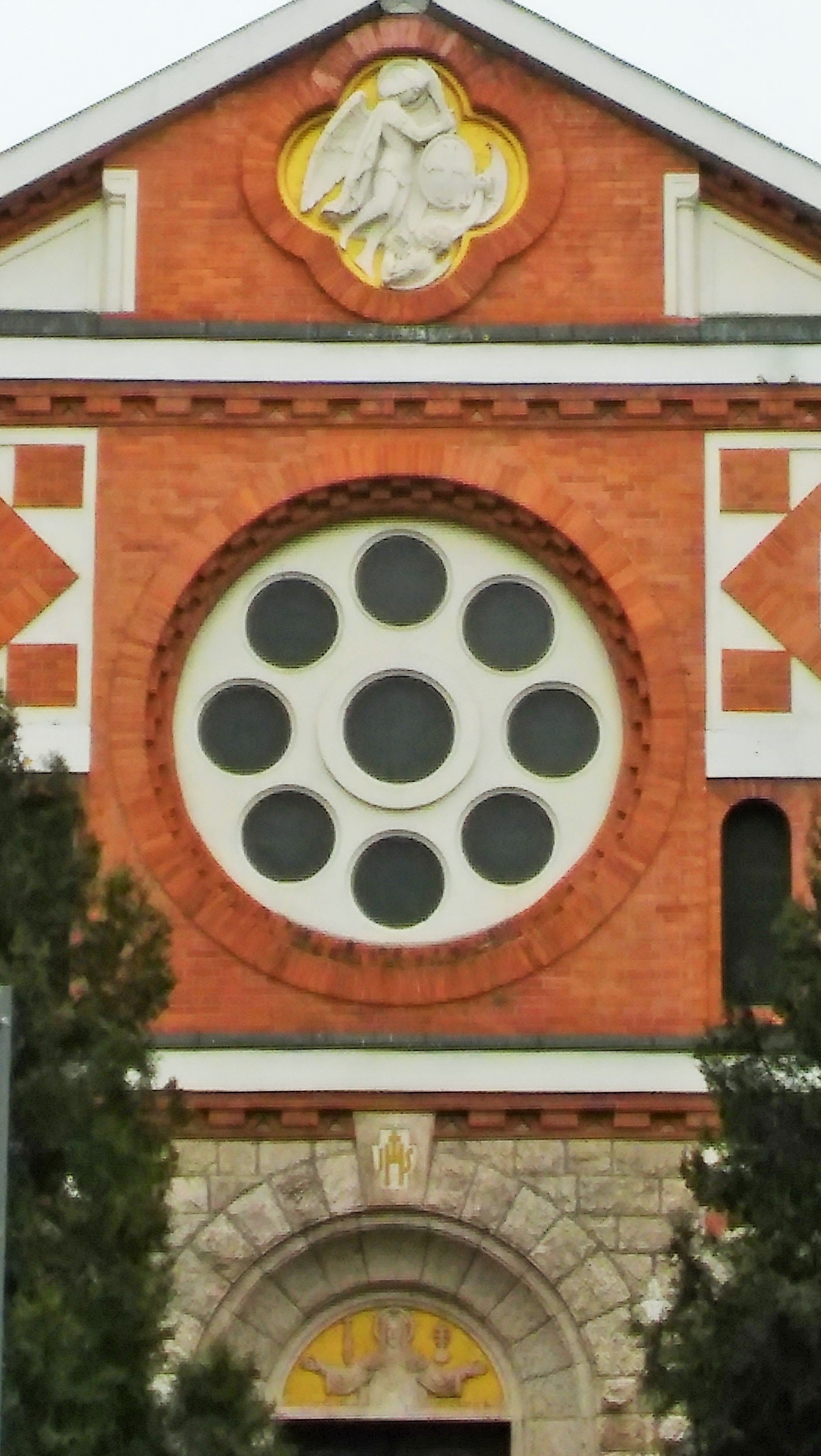
Rózsaablak
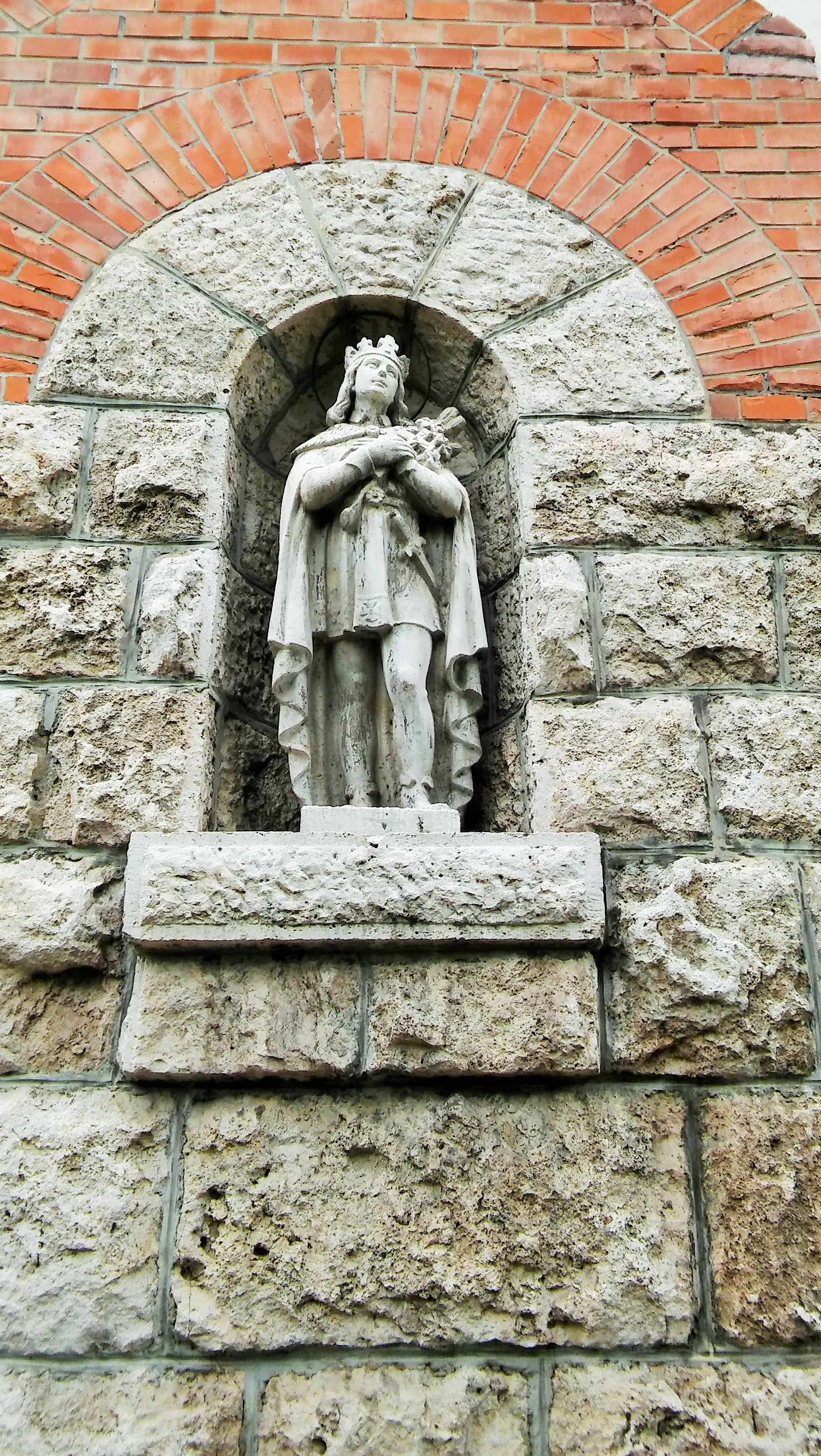
Szobordísz
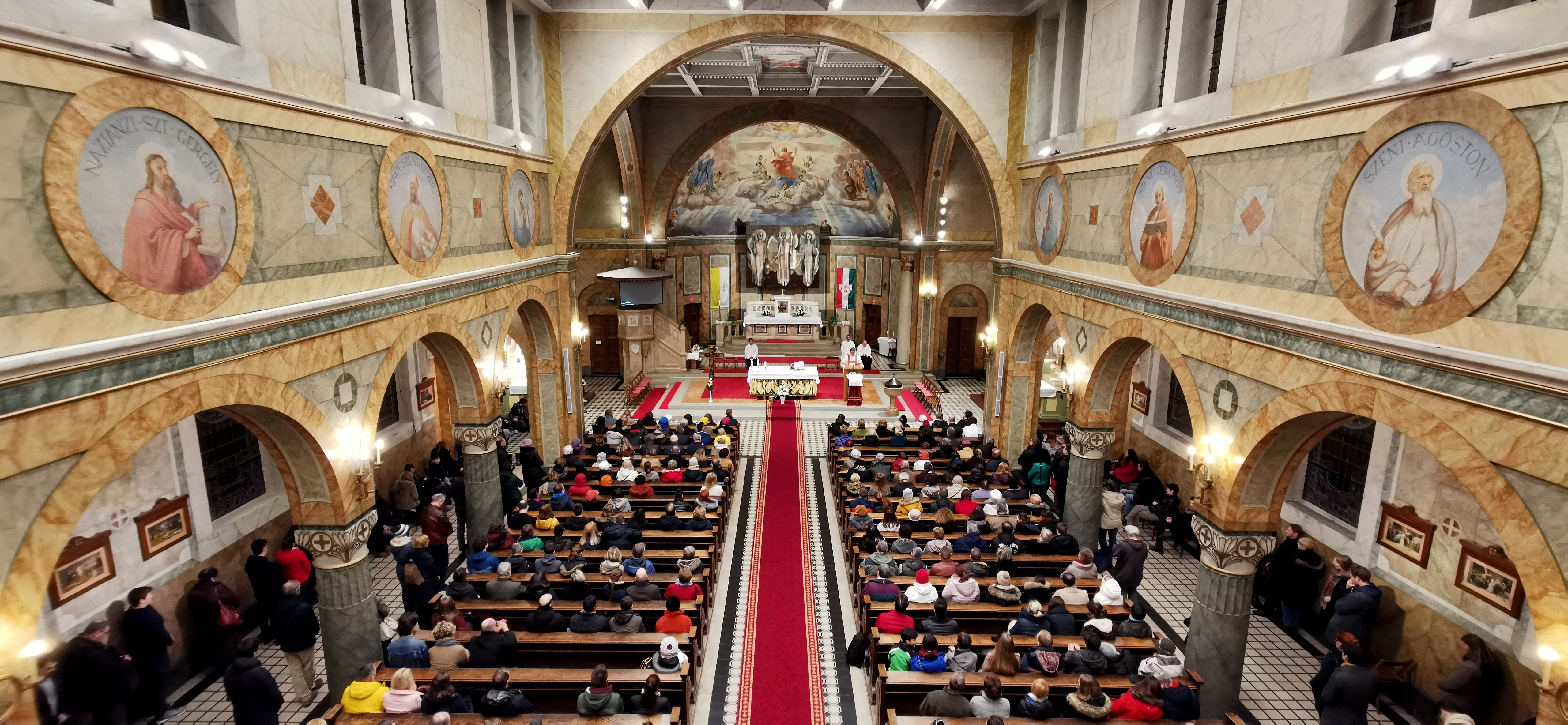
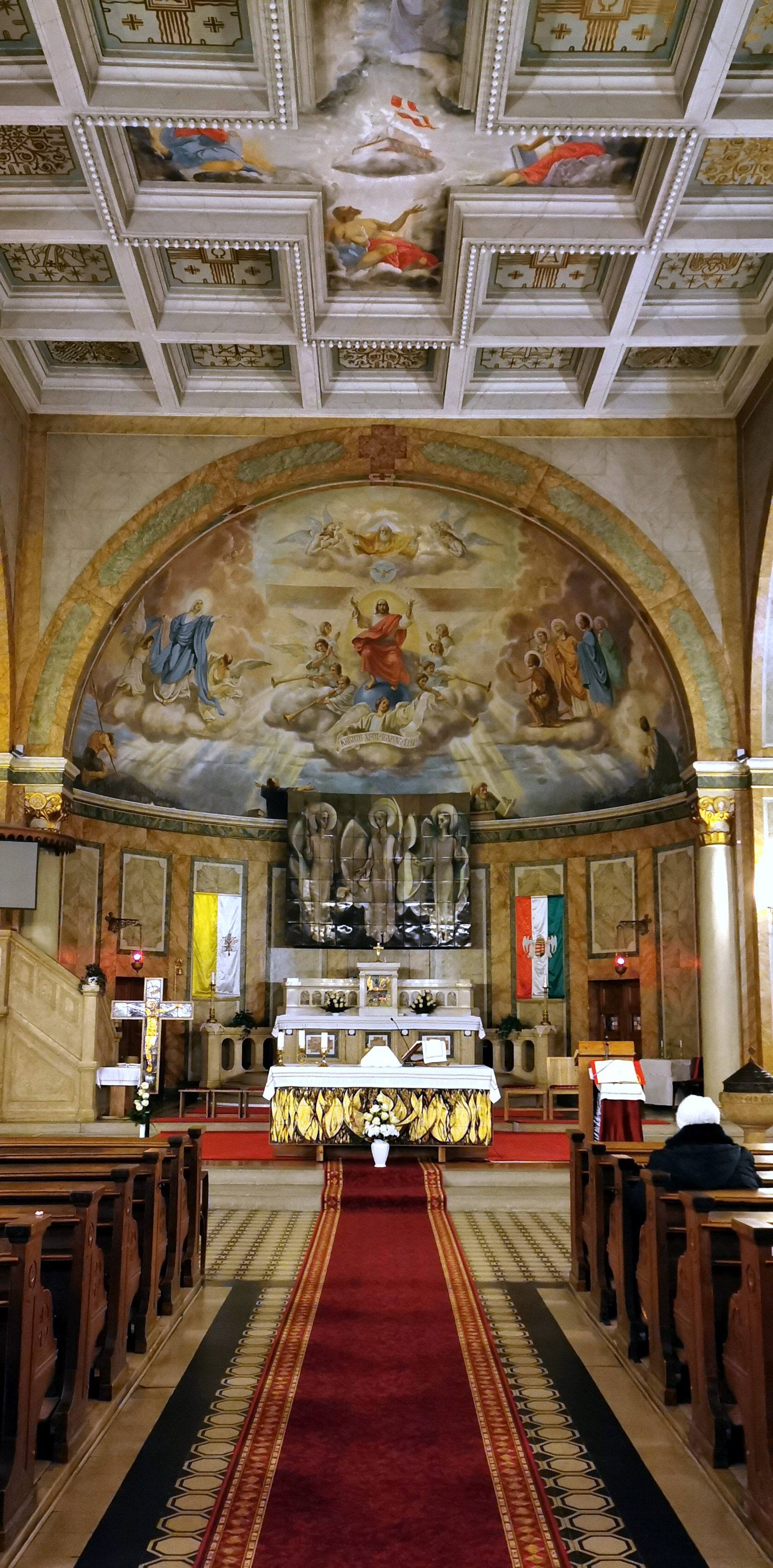
Szentély
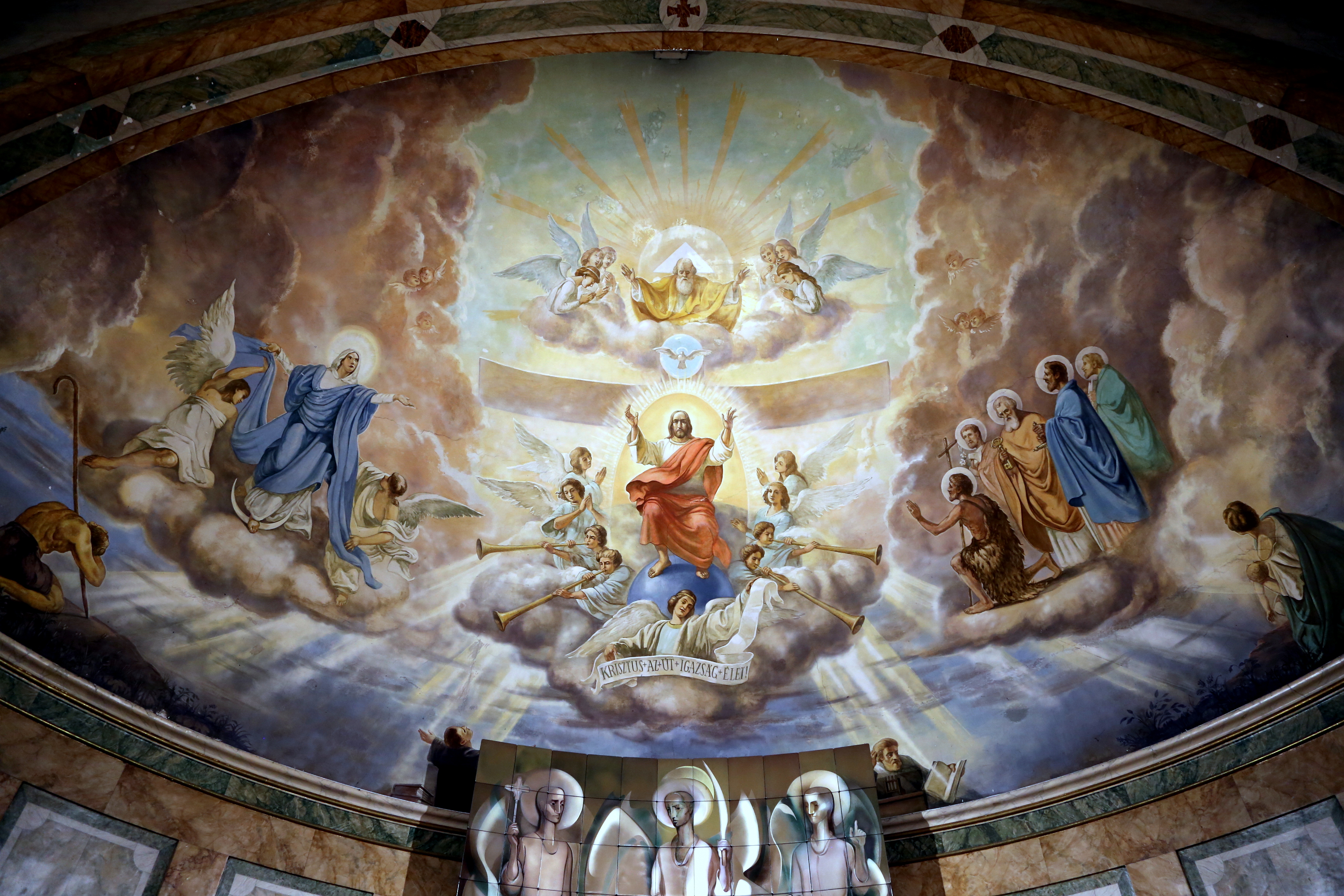
A szentély boltozatának falképe